# الغرقانة (فلم)
الغرقانة هو فيلم دراما مصري من إخراج محمد خان وبطولة نبيلة عبيد، محمود حميدة، أحمد توفيق، نهلة سلامة، حمدي الوزير وعلي حسنين.

## نبذه
في جنوب سيناء، يتحاشى أهالى القرية البدوية وردة معتقدين أنها شؤم تجلب النحس على من تتزوجه حيث غرق ثلاثة أزواج لها. تلجأ لمشعوذ القرية الذي يقنعها بالزواج منه لتطهيرها فتوافق ولكن الجهل والدجل يسيطران على القرية.

## طاقم العمل
- نبيلة عبيد بدور وردة
- محمود حميدة بدور سعد
- أحمد توفيق بدور حجاب
- نهلة سلامة بدور هلاله
- حمدي الوزير بدور فريج
- علي حسنين بدور حمد

## التصوير
ذكرت نبيلة عبيد بأنها كادت أن تتعرض للغرق أثتاء تصوير أحد المشاهد مع أحمد توفيق.

## وصلات خارجية
- مقالات تستعمل روابط فنية بلا صلة مع ويكي بيانات